# اوبرتروم
اوبرتروم (به آلمانی: Obertrum) یک منطقهٔ مسکونی در اتریش است که در ناحیه زالتسبورگ-اومگه‌بونگ واقع شده‌است. اوبرتروم ۲۱٫۲۷ کیلومتر مربع مساحت دارد ۵۱۱ متر بالاتر از سطح دریا واقع شده‌است.